# Anastasia de Torby
Contesa Anastasia Mihailovna de Torby (9 septembrie 1892 – 7 decembrie 1977), a fost fiica cea mare a Marelui Duce Mihail Mihailovici al Rusiei și a soției sale morganatice, Sofia, Contesă von Merenberg. A fost sora mai mare a Nadejdei Mountbatten marchiză de Milford Haven.

## Biografie

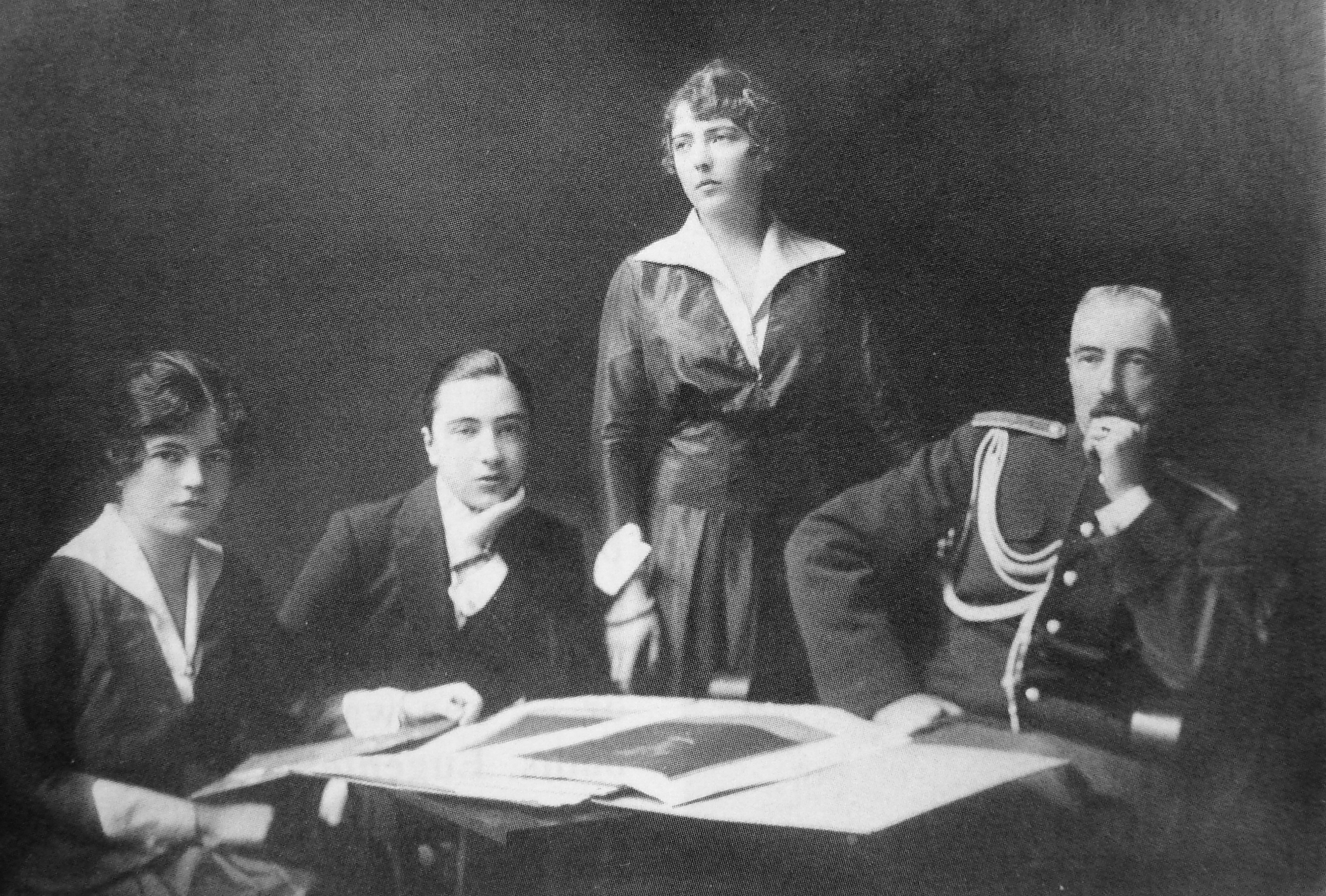
Marele Duce Mihail Mihailovici al Rusiei (dreapta) cu copiii săi (de la stânga la dreapta): Nadejda, Mihail și Anastasia de Torby

Tatăl ei a fost nepotul țarului Nicolae I al Rusiei și a țarinei Charlotte a Prusiei. Mama ei a nepoata poetului Aleksandr Pușkin, care a fost strănepotul protejatului african al țarului Petru cel Mare, Abram Petrovich Gannibal.
Ca și mama ei, Anastasia s-a născut dintr-o căsătorie morganatică și nu a putut purta titlul sau rangul tatălui ei. După fuga secretă a părinților ei la San Remo în 1891 și izgonirea din Rusia, Sofia a fost numită contesă de Torby de Adolf, Mare Duce de Luxemburg, titlu moștenit de copiii cuplului.
La 20 iulie 1917 contesa Anastasia de Torby s-a căsătorit cu britanicul general-maior Sir Harold Wernher (1893–1973), fiul al bogatului finanțator Sir Julius Wernher. În septembrie următor, regele George al VI-lea i-a acordat rangul unei fiice de conte. De atunci a fost cunoscută sub numele de Lady Zia Wernher.
Cuplul a avut un fiu și două fiice. Primul lor născut, George Michael Alexander Wernher, s-a născut în 1918 și a fost ucis în misiune în Egipt la vârsta de 24 de ani. Nu s-a căsătorit niciodată și nu a avut copii. Fiica lor cea mare, Georgina Wernher, s-a născut un an mai târziu, s-a căsătorit cu lt.col Sir Harold Phillips și a avut copii. Fiica cea mică,  Myra Alice, s-a născut în 1925, s-a căsătorit cu  Sir David Henry Butter și a avut copii.